# 野田岳志
野田 岳志（のだ たけし）は、日本のウイルス学者。京都大学医生物学研究所教授、日本学術会議会員。博士（獣医学）（北海道大学）。

## 人物・経歴
2001年に北海道大学獣医学部獣医学科を卒業後、同大学大学院獣医学研究科に進学、2005年3月に同博士後期課程修了し、博士（獣医学）の学位を取得した。博士課程在籍中の2004年4月 - 2005年3月には日本学術振興会特別研究員（DC2）、博士号取得後の2005年4月 - 2005年5月には同特別研究員（PD）を務めた。
北海道大学大学院では喜田宏教授に師事しウイルス学の研究を始め、博士課程では東京大学医科学研究所の河岡義裕教授の研究室に国内留学した。また、学生時代にはバックパッカーとして世界各地を旅した経験から感染症に興味を持ち、ウイルス学の研究を志した。
2005年6月、東京大学医科学研究所感染症国際研究センター特任助教に着任。その後、同研究所准教授（2011年10月 - 2014年7月）、同研究所感染症国際研究センター准教授（2014年8月 - 2015年8月）を経て、2015年9月 - 2016年9月には京都大学ウイルス研究所教授を務めた。2013年10月 - 2017年3月には科学技術振興機構さきがけ研究者も兼任した。
2016年10月より京都大学ウイルス・再生医科学研究所教授となり、微細構造ウイルス学分野を主宰。2017年4月より東京大学医科学研究所客員教授も兼任。2023年10月1日付けで日本学術会議会員に任命された。電子顕微鏡技術の習得に力を入れ、ウイルス学と電子顕微鏡技術を組み合わせた研究を推進している。